# Vjeko Ćurić
Fra Vjeko Ćurić (Lupoglav, BiH, 26. travnja 1957. - Kigali, Ruanda 31. siječnja 1998.) – katolički svećenik, Hrvat, franjevac, misionar, ubijen u Ruandi. U Ruandi je poznat kao "afrički Oskar Schindler" nazvan po čovjeku koji je spasio velik broj Židova tijekom drugog svjetskog rata, jer je spasio civile od genocida. Škola u Kivumi je nazvana po njemu. Uz sve što je napravio, značajno je pridonio razvitku poljodjelstva u Ruandi.

## Životopis
Rođen je u Lupoglavu kraj Žepča 26. travnja 1957. godine, kao drugo od šestero djece u obitelji Petra i Ane Ćurić. U Visokom je 1976. završio Franjevačku klasičnu gimnaziju. Školovao se za svećenika od 1976. do 1982., kada je, diplomiravši filozofiju i teologiju na Franjevačkoj teologiji u Sarajevu, zaređen. Postao je član Franjevačke provincije Sv. Križa Bosne Srebrene.
U Parizu se pripremao za misijski poziv. Otišao je u Ruandu 1983. godine. Prema franjevačkom planu "Projekt Afrika" nastojao je naučiti lokalne običaje i plemenske jezike, a pomagao je i u duhovnim i materijalnim potrebama lokalnom stanovništvu, i organizirao konvoje humanitarne pomoći. 
U Ruandi je trajao rat i genocid 1994. godine između pripadnika plemena Hutu i Tutsi. Gotovo svi svećenici bijelci napustili su zemlju. Vjeko Ćurić je ostao. Više puta bio je u smrtnoj opasnosti za vrijeme i nakon rata. U travnju 1996. dva su ga razbojnika napala želeći ga strijeljati, ali im je uspio pobjeći. 
Nije preživio napad 31. siječnja 1998. godine, kada je ubijen u Kigaliju.  Pokopan je u mjestu Kivumu, u župnoj crkvi koju je dao sagraditi s vjernicima. Sprovod je vodio apostolski nuncij u Ruandi poljski nadbiskup Juliusz Jacucz. 
Dan nakon njegova ubojstva, papa Ivan Pavao II. spomenuo ga je u govoru na Trgu sv. Petra u Vatikanu rekavši: "Fra Vjeko još je jedna žrtva dodana dugom nizu misionara koji su svoju ljubav prema Kristu i afričkim narodima potvrdili žrtvujući vlastiti život."

## Vanjske poveznice
- Centar Otac Vjeko, Kivumu, Ruanda  Arhivirana inačica izvorne stranice od 3. listopada 2011. (Wayback Machine)
- Dokumentarni film Jakova Sedlara o Vjeki Ćuriću
- Afrička priča - fra Vjeko Ćurić